# 萨摩亚鸣鹃鵙
萨摩亚鸣鹃鵙（学名：Lalage sharpei）是山椒鸟科鸣鹃鵙属的一种，为萨摩亚的特有种。其自然栖息地为亚热带或热带的湿润低地森林以及人造林中。该物种受栖息地减少威胁。